# Dresden-Mitte

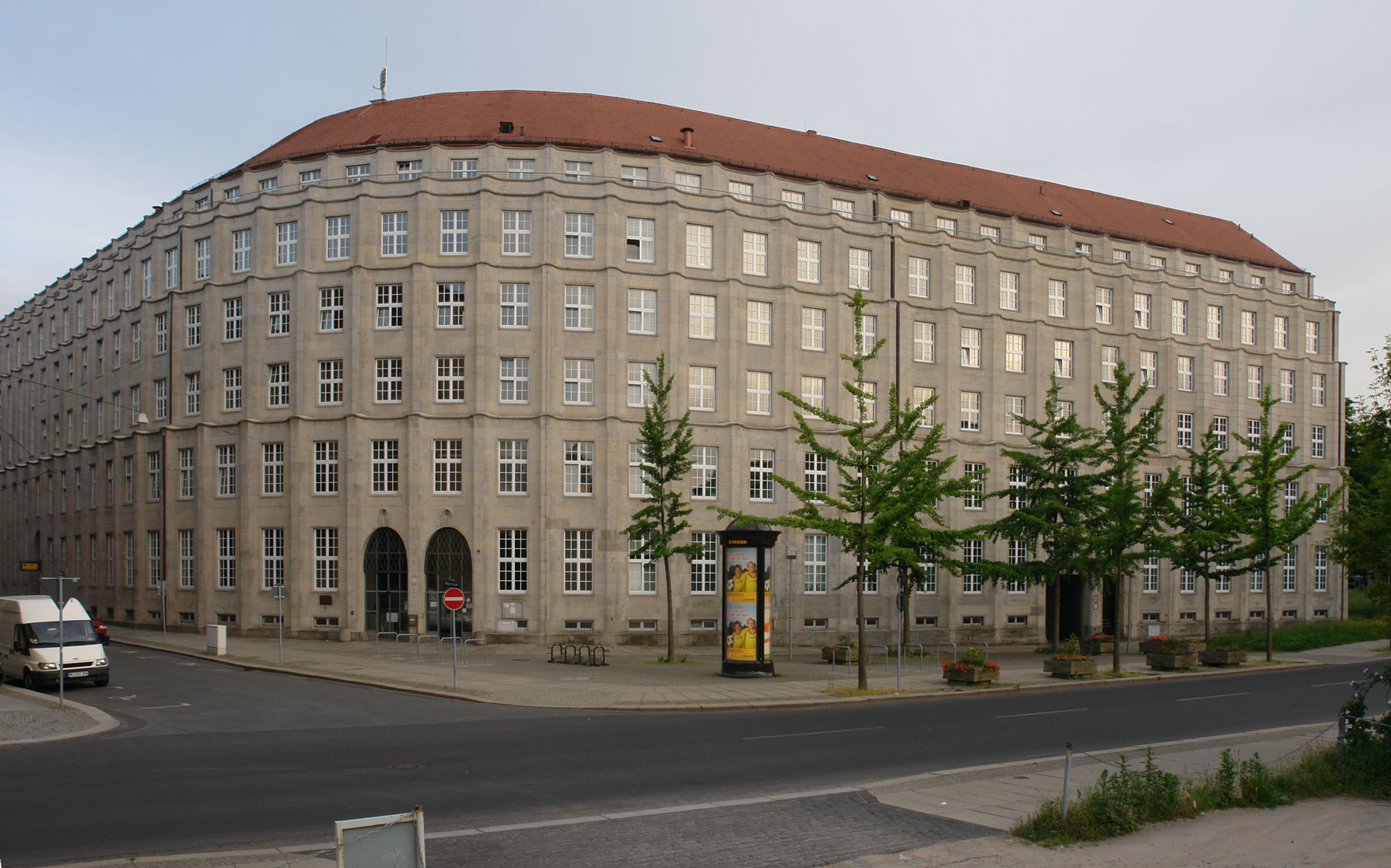
Das Stadthaus war Sitz des Rates des Stadtbezirks Dresden-Mitte.

Dresden-Mitte war von 1957 bis 1991 ein Stadtbezirk von Dresden, der weite Teile des Stadtzentrums beiderseits der Elbe und einige linkselbische Dresdner Vorstädte umfasste. Zu ihm zählte fast vollständig das durch die Luftangriffe auf Dresden 1945 zerstörte Stadtgebiet. An der Spitze der Stadtbezirksverwaltung stand ein Stadtbezirksbürgermeister.

## Lage
Der Stadtbezirk Dresden-Mitte grenzte naturgemäß nicht an Dresdens Nachbarkommunen, sondern nur an die vier anderen Stadtbezirke an. Die nördliche Grenze zum Stadtbezirk Dresden-Nord markierte im Bereich zwischen dem damaligen Pionierpalast „Walter Ulbricht“ und der Diakonissenanstalt Dresden die Elbe. Der weitere Grenzverlauf von der Diakonissenanstalt bis zur Eisenbahn-Marienbrücke entspricht ungefähr der Grenze zwischen den heutigen statistischen Stadtteilen Innere Neustadt und Äußere Neustadt. Zwischen Marienbrücke und Basteiplatz bildete die Bahnstrecke Děčín–Dresden-Neustadt die westliche Grenze zum Stadtbezirk Dresden-West bzw. ab der Brücke Budapester Straße die südliche Grenze zum Stadtbezirk Dresden-Süd.
Zwischen dem Basteiplatz und dem Elbufer in Höhe Lothringer Weg grenzte im Osten der Stadtbezirk Dresden-Ost an. Konkret verlief die Grenze dort ab Basteiplatz zunächst entlang der Karcherallee bis kurz vor die Comeniusstraße, der sie dann bis zur Schneebergstraße folgte. In diesem Bereich entsprach sie demnach ungefähr der westlichen und nördlichen Gemarkungsgrenze von Gruna. Ab der Einmündung der Heynahtstraße führte die Stadtbezirksgrenze weiter nach Norden, knapp östlich am Hepkeplatz vorbei und dann weiter entlang der Bergmann- und der Eilenburger Straße. Dort entsprach sie zunächst etwa der Grenze zwischen den heutigen statistischen Bezirken 537 Striesen-Süd (Hepkeplatz) und 538 Striesen-Süd (Glashütter Str.) und weiter nördlich, im Bereich Rosa-Menzer-/Lene-Glatzer-Straße, ungefähr der Grenze zwischen den statistischen Stadtteilen Striesen-Ost und Striesen-West. Zwischen Friedensplatz und Käthe-Kollwitz-Ufer war der Grenzverlauf weitgehend identisch mit der heutigen Grenze zwischen den statistischen Bezirken 511 Blasewitz (Händelallee) und 513 Blasewitz (Waldpark) auf der einen und 512 Blasewitz (Schillerplatz) auf der anderen Seite.
Folglich umfasste der Stadtbezirk Dresden-Mitte den gesamten Stadtbezirk Altstadt mit Ausnahme der Friedrichstadt sowie der äußeren Wilsdruffer Vorstadt in Form des statistischen Bezirks 047 Wilsdruffer Vorstadt (Jagdweg), die damals zu Dresden-West gehörten. Außerdem zählten die statistischen Stadtteile Innere Neustadt, Striesen-West und -Süd (mit Ausnahme des statistischen Bezirks 538) sowie die statistischen Bezirke 511 und 513 in der Gemarkung Blasewitz dazu. Der Stadtbezirk schloss somit neben dem Großen Garten auch den Waldpark Blasewitz mit ein.

## Geschichte
Am 14. Mai 1957 beschlossen die Dresdner Stadtverordneten, die Zahl der Stadtbezirke von neun auf fünf zu reduzieren. Der Stadtbezirk Dresden-Mitte entstand daraufhin im Juni 1957 im Wesentlichen durch Umbenennung des 1950 gebildeten Stadtbezirks I. Er bestand aus den Gemarkungen Altstadt I und II mit Ausnahme der äußeren Wilsdruffer Vorstadt und der zu Dresden-Süd zählenden Südvorstadt sowie aus der Inneren Neustadt und dem Westen Striesens. Zum Stadtbezirk zählten demnach auch die Stadtteile Innere Altstadt, innere Wilsdruffer Vorstadt, Seevorstadt, Pirnaische Vorstadt und Johannstadt. Zur Zeit seiner Gründung hatte der Stadtbezirk Dresden-Mitte trotz der nur zwölf Jahre zurückliegenden großflächigen Zerstörungen durch die Luftangriffe auf Dresden bereits wieder rund 45.000 Einwohner.
Aus den fünf Dresdner Stadtbezirken der DDR-Zeit wurden 1991 zehn kleinere Einheiten gebildet, die den Einwohnern die Identifikation erleichtern und für mehr Bürgernähe sorgen sollten. Die Bezeichnung Stadtbezirk ersetzte man durch Ortsamtsbereich, um sich von der Nomenklatur der DDR-Zeit abzugrenzen. Seit September 2018 heißt es wieder Stadtbezirk. Über das Gebiet des Stadtbezirks Dresden-Mitte erstrecken sich heute neben dem Großteil des Stadtbezirks Altstadt auch kleinere Teile der Stadtbezirke Neustadt (Innere Neustadt) sowie Blasewitz (Westteil von Striesen und Blasewitz).
Im Februar 2018 legte Dresdens Finanzbürgermeister Peter Lames einen Plan vor, der durch Zusammenlegung eine Reduzierung der 1991 geschaffenen zehn Stadtbezirke und der bis 1999 geschaffenen neun Ortschaften auf nur noch sieben Stadtbezirke vorsieht. Durch Umbenennung des Stadtbezirks Altstadt würde erneut ein Stadtbezirk Dresden-Mitte entstehen. Im politischen Umfeld wird mehrheitlich am Status quo festgehalten.

## Kreisgericht Dresden-Mitte
Für jeden der fünf Dresdner Stadtbezirke sowie den Kreis Dresden-Land war ein Kreisgericht als Eingangsinstanz der ordentlichen Gerichtsbarkeit zuständig. Ihnen war das Bezirksgericht Dresden übergeordnet.
Das Kreisgericht Dresden-Mitte übernahm am 1. Juli 1990 als nunmehriges Kreisgericht Dresden die Zuständigkeit für alle fünf Stadtbezirke sowie den Landkreis und übergab diese am 31. Dezember 1992 an das Amtsgericht Dresden.